# 黄荆镇 (古蔺县)
黄荆镇，原为黄荆乡，是中华人民共和国四川省泸州市古蔺县下辖的一个乡镇级行政单位。2018年撤乡设镇。。区划代码改为510525121。

## 行政区划
黄荆镇下辖以下地区：
龙爪村、八节洞村、黄荆村和原林村。
2020年6月9日，撤销桂花镇，将其所属行政区域划归黄荆镇管辖。将黄荆镇龙爪村所属行政区域划归彰德街道管辖。